# Ben Fouhy
Ben Fouhy (Pukekohe, Auckland, 4 de março de 1979) é um canoísta neozelandês especialista em provas de velocidade.

## Carreira
Foi vencedor da medalha de prata em K-1 1000 m em Atenas 2004.